# Dadu (Pakistan)
Dadu (en ourdou : دادو) est une ville pakistanaise située dans la province du Sind. Elle est la capitale du district de Dadu.
La ville dispose d'une gare alors qu'elle est située sur la ligne de chemin de fer Kotri-Larkana.
La population de la ville a été multipliée par près de six entre 1972 et 2017, passant de 30 184 habitants à 171 191. Entre 1998 et 2017, la croissance annuelle moyenne s'affiche à 2,7 %, supérieure à la moyenne nationale de 2,4 %.  En 2023, la population de la ville monte à 188 317 habitants.
La ville est essentiellement sindie, puisque plus de 98 % des habitants en parlent la langue, tandis que moins de 2 % parlent ourdou.
Essentiellement musulmane, la ville inclut une petite minorité hindoue, comptant près de 2 600 fidèles, moins de 1 % des habitants de la ville.
Le taux d'alphabétisation de la ville s'élève à 68 % en 2023 (contre une moyenne nationale de 61 %), dont 76 % pour les hommes et 59 % pour les femmes.
|            | 1972 (rec.) | 1981 (rec.) | 1998 (rec.) | 2017 (rec.) | 2023 (rec.) |
| ---------- | ----------- | ----------- | ----------- | ----------- | ----------- |
| Population | 30 184      | 39 298      | 102 550     | 171 191     | 188 317     |